# Bernd Junge
Bernd Junge (* 6. November 1941 in Niesky) ist ein ehemaliger deutscher Radrennfahrer und nationaler Meister im Radsport.

## Sportliche Laufbahn
1963 gewann er seinen ersten nationalen Meistertitel, als er mit seinem Verein das Mannschaftszeitfahren bei der DDR-Meisterschaft der Jugend gewann. Im Männerbereich spezialisierte er sich dann auf Kurzstreckenrennen auf der Bahn. Junge wurde 1965 DDR-Meister im Tandemrennen mit seinem Partner Rainer Marx. Diesen Titel konnte er erneut 1967 gewinnen, diesmal gemeinsam mit Karl Richter.
Bernd Junge startete für den SC Karl-Marx-Stadt.